# Walter Bischof
Walter Bischof (* 2. September 1919 in Kukus, Tschechoslowakei; † 12. Februar 1968 in Lostau) war ein in Magdeburg tätiger Künstler. Seine Schwerpunkte lagen auf der Glasgestaltung und der Bildhauerei.

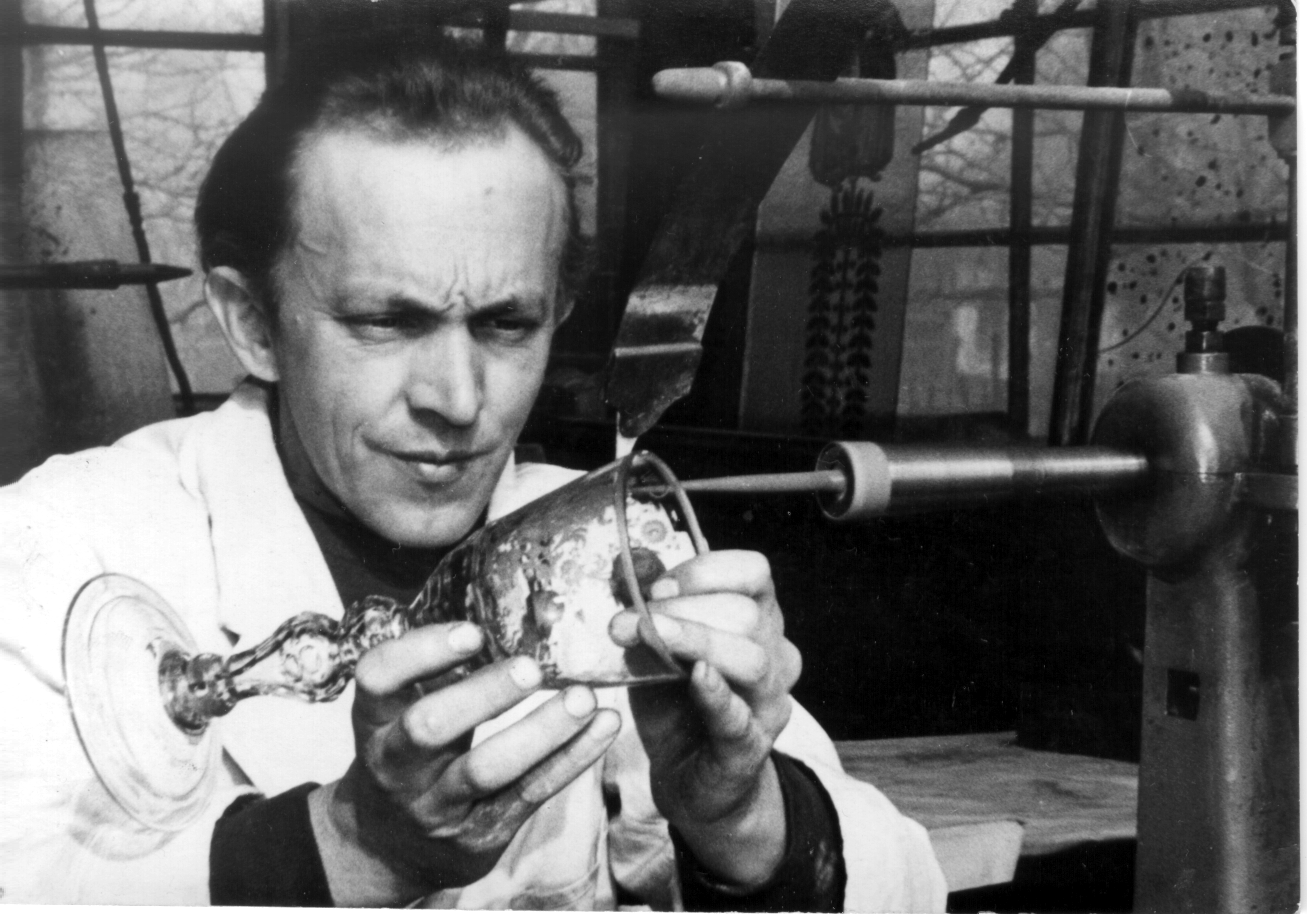
Walter Bischof beim Gravieren eines Glaspokals

## Leben
Walter Bischof entstammte einer seit Generationen bestehenden Glasveredler-Familie. Er wuchs als älterer Sohn des angesehenen Glasgraveurs August Bischof und seiner Ehefrau Juliana Pauline Jank in Steinschönau (Böhmen) auf, einem Ort der sich bereits im 16. Jahrhundert zu einem Zentrum der Glasveredelung entwickelte. Er ist der ältere Bruder des Glasgraveurs Kurt Bischof.
Walter Bischof erlernte den Beruf des Glasgraveurs 1933–1935 an der Staatlichen Glasfachschule in Steinschönau (Böhmen). Zunächst arbeitete er im Beruf, bis er schließlich 1935 als Meisterschüler in Haida (Böhmen) angenommen wurde.
In den Kriegsjahren 1939–1945 leistete Bischof als Angehöriger der deutschen Wehrmacht Kriegsdienst, bekam allerdings 1943/44 die Möglichkeit als Rekonvaleszent nach einem Lazarettaufenthalt, Bildhauerei bei Hermann Scheuernstuhl in Hannover zu studieren. Nach Kriegsende kam Bischof in amerikanische Kriegsgefangenschaft, aus der er noch im gleichen Jahr entlassen wurde.
Sofort machte er sich auf den Weg nach Magdeburg, um seine Verlobte Erika Weiße, die er während seiner Stationierung in Magdeburg kennenlernte, am 1. Weihnachtsfeiertag 1945 zu heiraten. Zusammen bekamen sie zwei Kinder. Seinen Wohnsitz hatte er fortan in Magdeburg. Um ein regelmäßiges Familieneinkommen zu gewährleisten, arbeitete Erika Bischof weiterhin in ihrem erlernten Beruf als Stenotypistin in einem Magdeburger Büro. Unterstützung bei der Betreuung der Kinder bekam sie von ihrer Schwester Elsa.

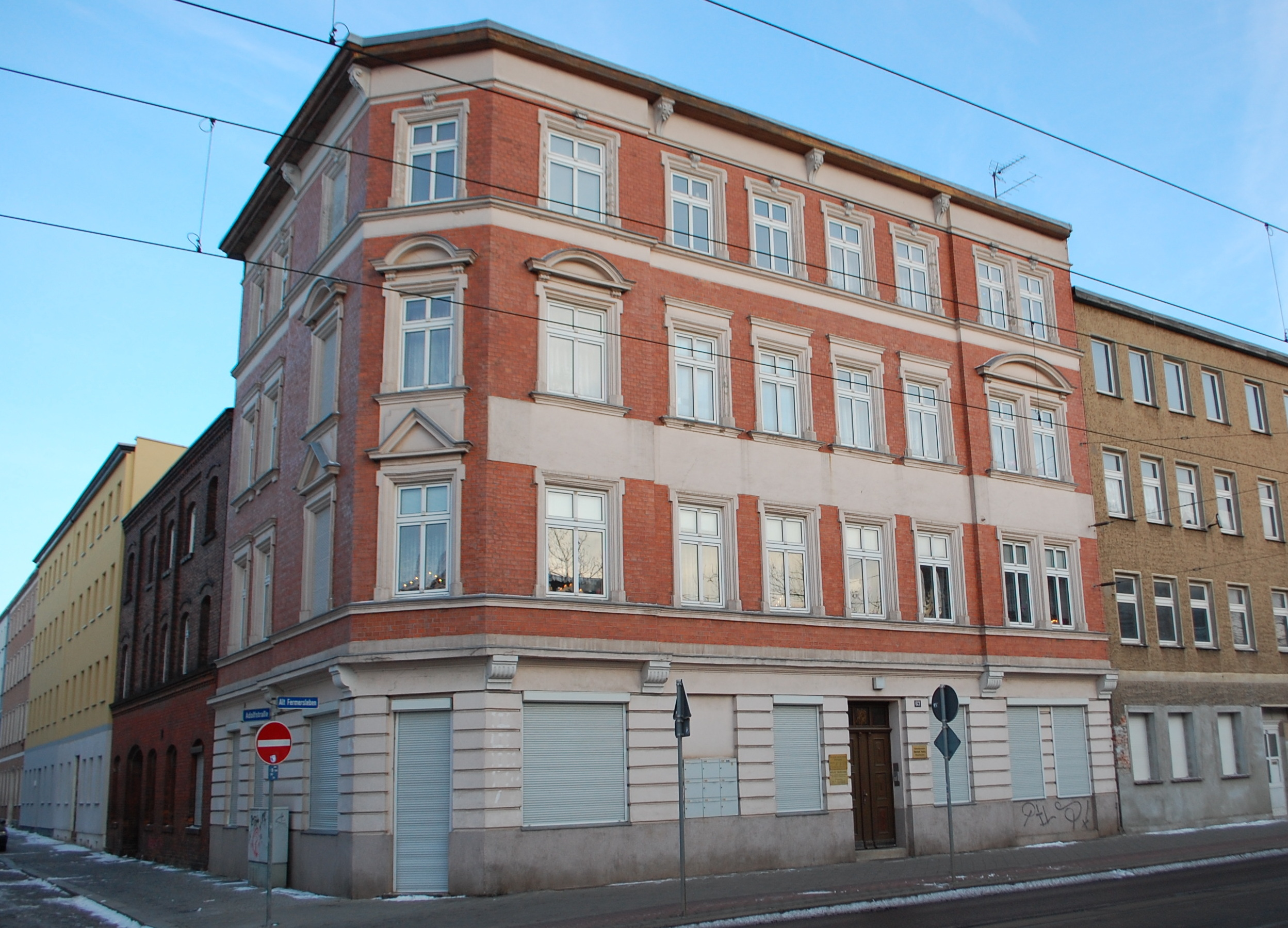
Haus Alt Fermersleben 63 (2012)

Nachdem sich Bischof eine eigene Werkstatt in Magdeburg aufgebaut hatte, gründete er u. a. zusammen mit Ewald Blankenburg und Werner Frischmuth 1948 die Künstlergruppe dalbe, zu deren Gästen bei der Gründung auch Katharina Heise gehörte.
Neben selbstständiger Arbeit war er 1948–1953 auch als Dozent an der Fachschule für angewandte Kunst in Magdeburg tätig, um die dortige Glasklasse aufzubauen, deren Leitung er bis 1953 innehatte. Um 1950 lebte er an der Adresse Alt Fermersleben 63 im Magdeburger Stadtteil Fermersleben. Die Anstellung an der Fachschule für angewandte Kunst gab er schließlich auf, um sich voll und ganz auf die Auftragsarbeit für die Sowjetische Botschaft in Berlin zu konzentrieren. Für das Foyer im Anbau des Botschaftsgebäudes Unter den Linden, der 1953 fertiggestellt und eröffnet wurde, schuf er ein Glasfenster mit Darstellungen aus der UdSSR. In der Mitte befand sich eine runde Plakette mit den Köpfen von Marx und Stalin im Profil. Diese Mittel-Plakette wurde nach dem Tod Stalins durch eine farbige Plakette mit Hammer und Sichel ersetzt, die von einem anderen Künstler gefertigt worden ist. Die ersetzte Mittel-Plakette ist aktuell nicht aufzufinden. Das Fenster ist bis heute in einem guten Zustand erhalten.
Von 1954 bis 1957 war Bischof als Gründungsmitglied einer Produktionsgenossenschaft von Kunsthandwerkern tätig, die nach Tilman Riemenschneider benannt war, der PGH Tilman Riemenschneider. Anschließend trat er 1957–1960 eine Stelle als Lehrer für Kunsterziehung und Werken an der Heinrich-Heine-Schule in Magdeburg Buckau an.
Ab 1960 arbeitete Bischof freiberuflich vor allem an der Ausführung baugebundener Kunst und richtete sich schließlich 1961 ein Atelier in Frohse bei Schönebeck (Elbe) ein.
Mit dem Künstlerehepaar Annelotte und Hans-Arthur Spieß verband ihn eine enge Freundschaft.
Nach kurzer schwerer Krankheit verstarb er 1968 in der Lungenklinik Lostau bei Magdeburg.

## Werke (Auswahl)

### Baugebundene Arbeiten
- Mühlen (Glasfenster, Türgestaltung); ca. 1946–1949; Mühlen aus der Geschichte einer Mühlenbesitzerfamilie, 6-teilig; Flachglas, Schliff; Verbleib unbekannt.
- Arbeiter mit Vorschlaghammer (Keramikrelief); ca. 1949; Keramik, Relief; Magdeburg, Hotel Ratswaage, Julius-Bremer-Straße 6, Verbleib unbekannt.
- Wetterhahn (Plastik); ca. 1950; Kupferblech; Burgstall, Verbleib unbekannt.
- Die sieben Künste (Farbglasfenster); 1950[3] bzw. 1951;[4] dargestellt sind sieben Köpfe und typische Details der einzelnen Künste; Glas (farbig), Antikglas (teilweise mehrschichtig), Überfangglas abschattiert, Bleiverglasung, teilweise Schliff; Magdeburg, SKL-Gelände, Eingangsbereich (Treppenhausfenster) – nach 1990 unter Denkmalschutz gestellt.
- Schönebecker Motive (Farbglasfenster); 1951/1952; 16 farbige Felder; Glas (farbig), Bleiverglasung; Schönebeck/Elbe, Kreispoliklinik, Verbleib unbekannt.
- Gärtner mit Pflanzen und Blumen (Farbglasfenster); 1949; Antikglas (farbig), Bleiverglasung, halbrund; Gräben, ASB Pflegeheim Dahlen, Dorfstraße 1, Oberlicht über dem Eingang.
- Darstellungen aus der UdSSR (Fenster); 1953; im Zentrum runde Kristallglasplatte (Durchmesser 1,20 m) mit Porträt Lenins und Stalins (wurde später ersetzt); Kristallglas, Flachglas, Schliff, Gravur (Hochschnitt); Berlin, Handels- und Wirtschaftsbüro bei der Russischen Botschaft (HWB), Unter den Linden 55–61, Foyerfenster, Seitenflügel der Botschaft der Russischen Föderation.
- Kinderfest (Farbglasfenster); 1954; figürliche Darstellung, Pflanzen, Ornament; Antikglas (farbig), Bleiverglasung, Schliff; Foyerfenster, 3-teilig; Haldensleben, Klinikum, Kiefholzstraße 27, 1992 ausgebaut und eingelagert; in Privatbesitz.
- Bördetrachten (Glasfenster); ca. 1954–1955; Figuren in Bördetrachten auf 3 Etagen; Antikglas, Glasmalerei; Kollektivarbeit der PGH „T. Riemenschneider“; Magdeburg, Wohnhaus Hartstraße 2, Treppenhaus-Fenster; zum Teil erhalten.
- Schilf und andere Wasserpflanzen (Schaufensterbegrenzungen); 1956; Rohglastafel, Flachglas, Gravur (Tiefschnitt), Kollektivarbeit, 4 Stück; Magdeburg, Ernst-Reuter-Allee, Verbleib unbekannt.
- Johannes der Täufer (Farbglasfenster); ca. 1958, figürliche Darstellungen biblischer Motive eingearbeitet in geometrische Bleiverglasung, sechs Chorfenster, Glas (farbig), Bleiverglasung, Schliff, Schwarzlotmalerei, St. Johannes Baptist, Repkowstraße 2, Magdeburg-Salbke.
- 10 Jahre DDR – Errungenschaften des Aufbaus (Farbglasfenster); 1959; Antikglas, Überfangglas, Bleiverglasung, Schliff; Treppenhausfenster über 4 Etagen; Magdeburg, Anbau Hotel Ratswaage, Julius-Bremer-Straße 6; 2001 restauriert.
- Gedenktafel „Ruhm und Ehre“ (Relief); 1959; Faust mit Fahne und Text – Erinnerung an die Ermordung von 10 Magdeburger Sozialisten am 9. April 1919; Bronze; Magdeburg, Justizzentrum Eike von Repgow (frühere Hauptpost), Breiter Weg 203–206, gegenüber dem Hundertwasserhaus, Außenfassade Mitte.

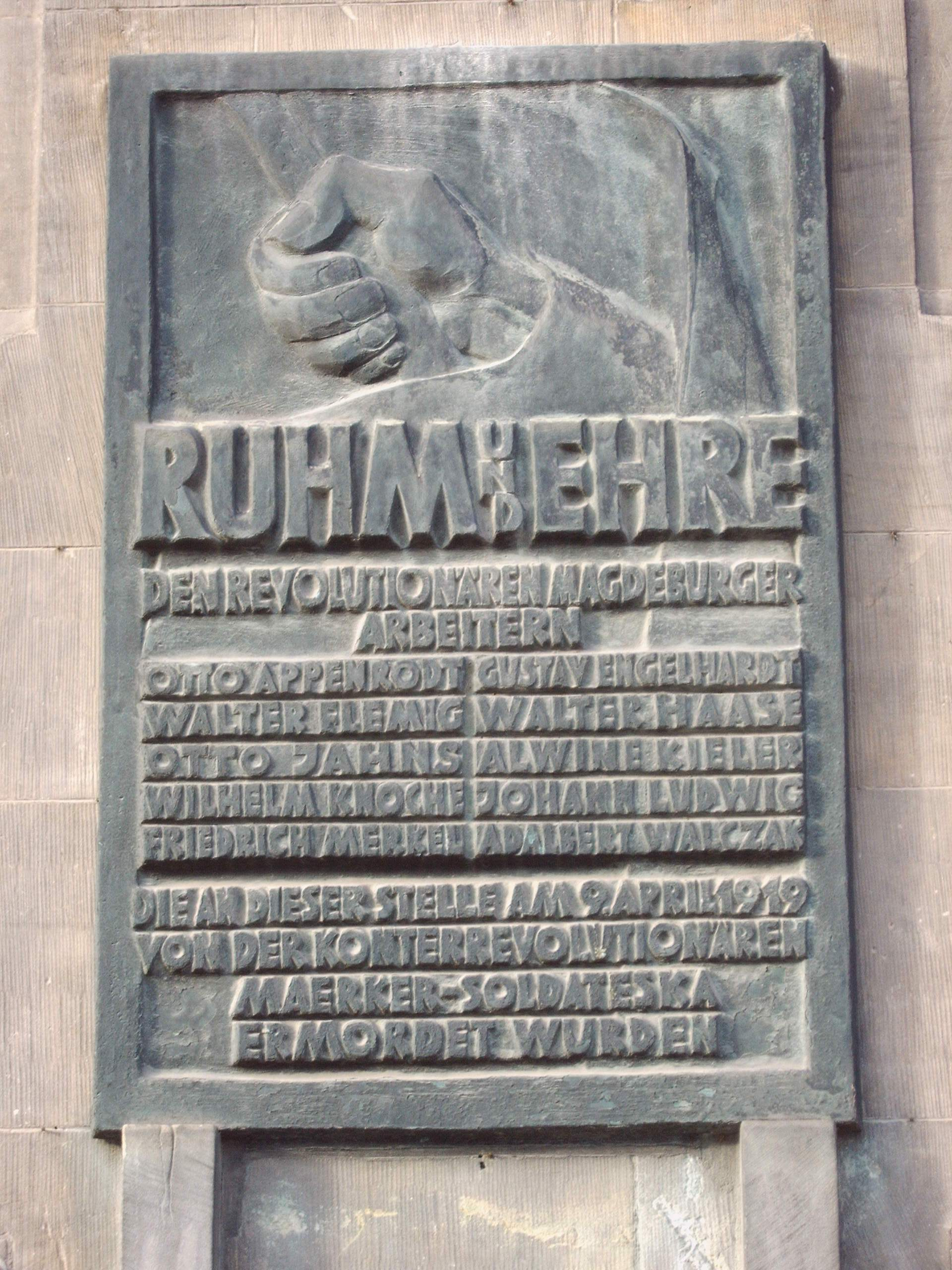
Gedenktafel Ruhm und Ehre

- Landwirtschaft und Industrie (Farbglasfenster); 1960/1961; Darstellungen aus Industrie und Landwirtschaft der Umgebung; Antikglas (farbig), Ornamentglas (farbig), Bleiverglasung; 2 Fenster in getrennten Treppenaufgängen; Lichterfelde (Altmark), ehem. POS Lichterfelde, jetzt Privatbesitz, teilweise zerstört.
- Muttereiche (Gedenkstein); 1960/1961; Symbol und Text zum Gedenken an den Treffpunkt von Magdeburger Sozialdemokraten während der Sozialistengesetze 1878–1890; Bronze, Drahtgrafik, Schrift auf 2 m großem Naturstein; Biederitzer Busch (Ortsgrenze von Magdeburg/Jerichower Land), neben der Eisenbahnbrücke, Text und Symbol größtenteils zerstört.
- Christus (Wandbild, Glasmosaik); 1960/1961; Christus mit erhobener Hand; Glas (farbig), Blattgold, Mischtechnik; Unseburg (Bördekreis), katholische Kirche, 2012 säkularisiert und in Privatbesitz.
- Schüler gratulieren ihrer Patenbrigade im Niederschachtofenwerk Calbe (Wandmosaik); 1961/1962; Glas (farbig), Beton, Glasmosaik in Beton; Kollektivarbeit mit Hans-Arthur Spieß (Druxberge); Calbe/Saale, Grund- und Sekundarschule „Gotthold Ephraim Lessing“ (Foyer), Lessingstraße 28.
- Darstellung von Besonderheiten aus der Natur der Umgebung (Farbglasfenster); 1963; Glas (farbig), Antikglas, Bleiverglasung; 2 Fenster in getrennten Treppenaufgängen; Heimburg (Harz), ehem. POS „Juri Gagarin“, teilweise zerstört.
- Tanzszenen-Tiermotive Till Eulenspiegel (Wandfries); 1964; Keramik, Model-Relief, mehrteilig; Kollektivarbeit mit Günter Pilling; Magdeburg, Breiter Weg, ehemalige Gaststätte „Wernesgrüner“, Verbleib unbekannt, Modelplatten im Privatbesitz erhalten.
- Darstellungen zur Stadt Arneburg (Fenster); 1964; Ornamentglas, Flaschenböden, Bleiverglasung, Klebetechnik; 1986 restauriert, Entwurfsteil im Privatbesitz; Arneburg (Altmark), Burggaststätte, Burgstraße 14a.
- Landwirtschaft ist Wissen von Biologie, Chemie, Technik und Kultur (Farbglasfenster); 1965; farbige symbolische Darstellungen zum Thema; Antikglas, Ornamentglas, Bleiverglasung, Schliff, Gelbätze; Treppenhausfenster über zwei Etagen, 2004 restauriert; Haldensleben, Landwirtschaftliche Fachschule Haldensleben, Marienkirchplatz 2.
- Glaswand; 1960; farbige Symbol-Gestaltung; Ornamentglas, Glaselemente, Bleiverglasung; Seehausen (Altmark) Diakoniekrankenhaus „Dr. Albert Steinert“, Lindenstraße 32, Andachtsraum (Foyer).
- Stehender Mann, der aus den Händen Wasser rinnen lässt (Wandbild); ca. 1965/1966; Glas, Draht, Drahtgrafik; Kollektivarbeit mit Paul Wiegand (Magdeburg); Staßfurt, Objekt der Wasserwirtschaft.
- 20. Jahrestag der Vereinigung von KPD und SPD (Gedenktafel); 1966; Abbildung SED-Emblem und Text; Bronze, Draht, Relief; Magdeburg, Alt Salbke 50, ehemaliges Kulturhaus VEB „Fahlberg List“, Verbleib unbekannt.
- Gedenktafel für Paul Illhard (Relief); 1966?; Bronze; Schönebeck/Elbe, Burgstraße, Verbleib unbekannt.
- 20. Jahrestag der Vereinigung von KPD und SPD (Gedenktafel); 1966; Abbildung SED-Emblem und Text; Bronze, Relief, Magdeburg, ehemaliges Theater der Freundschaft (Kino), Braunschweiger Straße 25, heute eingelagert im Magazin des Technikmuseum Magdeburg.
- Die vier Elemente (Farbglasfenster); 1966/1967; Antikglas, Ornamentglas, Bleiverglasung, Schliff, Gelbätze; Magdeburg, privates Wohnhaus, Mahrenholtzstraße 5 in Magdeburg-Fermersleben.
- Trennwand (Farbglasfenster); ca. 1967; Bleiverglasung, Mischtechnik; Schönebeck/Elbe, Kindergarten, Verbleib unbekannt.
- Italienische Landschaft (Türfenster); 1967/1968; Flachglas, Gravur (Hochschnitt); 2 Türscheiben, unvollendetes letztes Werk; Reste vorhanden in Privatbesitz.

### Nichtbaugebundene Arbeiten
- Pferdekopf (Grabstein); 1946; schwarzer Stein; Friedhof Seehausen/Börde (dort aktuell nicht aufgefunden).
- Aufbau oder Eisenmann oder Kranmann (Plastik); 1946; Stahl, Brennschneid- und Schmiedearbeit; Magdeburg, Privatbesitz.
- Kabelzieher (Plastik); ca. 1946; Gips; Magdeburg, Privatbesitz.

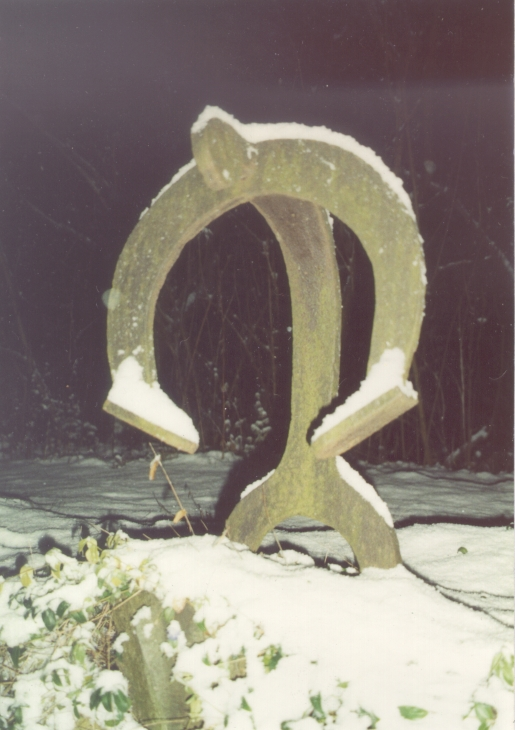
Aufbau oder Eisenmann von Walter Bischof

- Büste Karl Marx (Plastik); ca. 1946–1948; Gipsform vorhanden; Magdeburg, Privatbesitz.
- Büste Friedrich Engels (Plastik); ca. 1946–1948; Gipsform vorhanden; Magdeburg, Privatbesitz.
- Jugend (Plastik); 1948; Ton; 2007 restauriert; Magdeburg, Privatbesitz.
- Liebespaar (Plastik); 1948; Gips (getönt); Magdeburg, Privatbesitz.
- Kleine Stehende oder Schwimmerin (Plastik); 1948; Gips (getönt); Verbleib unbekannt.
- Gassenpfeifer (Plastik); 1949; Zement; durch Wettereinflüsse zerstört.
- Schachfiguren und Schachbrett; 1950; Kristallglas, Glas (schwarz), Gravur (Hochschnitt); Schachbrett mit weißen und grünen Feldern in Kassette mit Schüben, Vorstudie aus Holz vorhanden; Magdeburg, Privatbesitz.
- Abbildung dreier Frauentorsi (Vase); 1952; manganfarbiges Hohlglas, Gravur (Hochschnitt), Rand unfertig, Magdeburg, Privatbesitz.
- Aeskulapstab (Glasrelief); ca. 1952; Flachglas (schwarz), Gravur (Hochschnitt); Magdeburg, Privatbesitz.
- Zum 60. Geburtstag (Glaspokal); 1953; Glas mit montiertem Silbersockel, Gravur (Tief- und Hochschnitt); Geschenk der SED-Bezirksleitung Magdeburg an Walter Ulbricht.
- Wilhelm Pieck (Glasrelief); 1955; Porträt Wilhelm Pieck und Schrifttafel mit Widmung; Kristallglas, Flachglas, Gravur (Tiefschnitt).
- Vollplastische Darstellung des Corpus Christi (Plastik); 1955; massives Kristallglas, montiert auf Stahlkreuz; in Privatbesitz.
- Porträt Ernst Thälmann (Glasrelief); ca. 1955–1957; Kristallglas, Flachglas, Gravur (Tiefschnitt).
- Porträt Ernst Thälmann (Kristallplaketten); ca. 1955–1957; Geschenke der SED Bezirksleitung Magdeburg zu verschiedenen Anlässen; Kristallglas, Gravur (Tiefschnitt); Magdeburg.
- Porträt Edgar André (Kristallplatte); ca. 1955–1957; Kristallglas, Gravur (Hochschnitt); Magdeburg.
- Porträt Wilhelm Pieck (Plaketten); ca. 1955–1957; Geschenke der SED Bezirksleitung Magdeburg zu verschiedenen Anlässen; Gravur (Tiefschnitt); Magdeburg.
- 250. Jahrestag der Partnerstadt (Kristallpokal); 1957; Gravur (Hochschnitt); Stadtansichten von Magdeburg und St. Petersburg, Schriftfelder (Widmungstext in Russisch und Deutsch); anlässlich eines Besuches des OB im damaligen Leningrad als Geschenk der Stadt Magdeburg an die damalige Partnerstadt; St. Petersburg, Smolny (Gipsabguss in Privatbesitz).
- Sportpreis (Bronzerelief); 1960; Friedensfahrt-Mannschaft; Bronze auf Holz; Kollektivarbeit; Magdeburg, Modell im Privatbesitz.
- Handgießer mit Gießpfanne (Kleinplastik); 1960; Bronze, Guss; Kollektivarbeit, Geschenk des MAW (Magdeburg).
- Berliner Bär (Glaspokal); 1966/1967; Gravur; Magdeburg, Privatbesitz.
- Magdeburger Stadtwappen (Becher); 1966/1967; Gravur auf gekugeltem Glas; Magdeburg, Privatbesitz.
- Aktivistenporträts u. a. Paul Sander (Kristallplatte); Jahr unbekannt; Hohlglas, Gravur; Magdeburg.